# Salomón Rondón
José Salomón Rondón Giménez, né le 16 septembre 1989 à Caracas, est un footballeur international vénézuélien qui évolue actuellement au poste d'attaquant au Real Oviedo, en prêt du CF Pachuca.
Rondón est le meilleur buteur de l'histoire de la sélection vénézuélienne avec 45 buts inscrits en 114 matchs.

## Biographie

### En club
Né à Barquisimeto une des villes les plus importantes du Venezuela, Rondon fait ses débuts en championnat en avril 2006, alors âgé de 14 ans, lors d'une rencontre opposant son club formateur, le Deportivo Lara, au Real Madrid. Il marque son premier but contre le Paris Saint-Germain en avril 2007 (il inscrit un doublé lors de ce match). Rapidement détecté comme un des talents prometteurs du pays, il est suivi par plusieurs clubs européens, notamment Anderlecht et la Lazio, mais s'engage finalement le 10 août 2010 pour le club de Las Palmas, en deuxième division espagnole.
Sa première saison en Europe s'avère délicate, il doit surtout se contenter d'entrée en cours de jeu et prend part seulement à 10 rencontres, mais laisse toutefois deviner un potentiel intéressant. A force de travail, sa deuxième saison le révèle en Espagne. Il inscrit en effet 12 buts en 37 matches toutes compétitions confondues, et délivre plusieurs passes décisives. C'est donc logiquement que plusieurs clubs espagnols de première division approchent le joueur.
Le club de Málaga obtient finalement le dernier mot, et fait signer le jeune espoir vénézuélien en juillet 2010, pour 3,5 million d'euros.

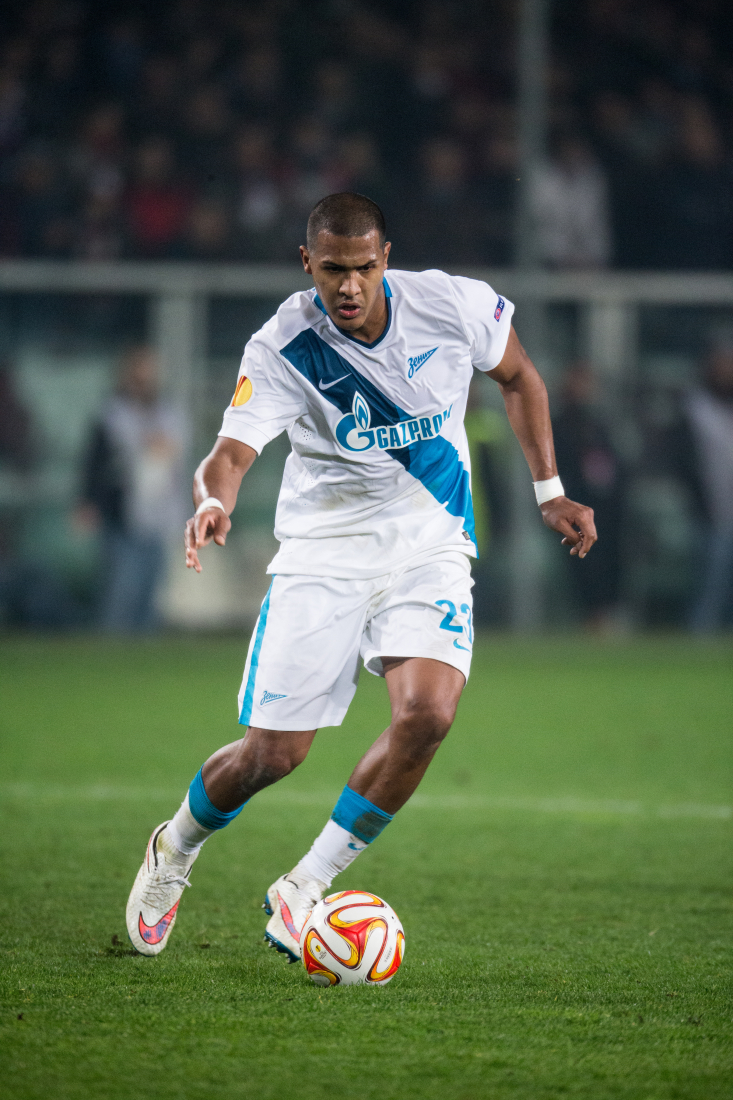
Rondón lors d'un match avec le Zénith Saint-Pétersbourg contre le Torino FC en Ligue Europa.

Pour sa première saison en  première division espagnole, il s'impose rapidement comme titulaire à la pointe de l'attaque, sous la houlette de l'entraîneur portugais Jesualdo Ferreira. Il entre vite dans le cœur des supporters, surtout lorsqu'il marque le but de la victoire contre le FC Séville lors du derby andalou. Il finit la saison comme meilleur buteur du club avec 14 buts au compteur, et ceci malgré une blessure qui l'éloigne des terrains en fin de saison.
Lors de la saison 2011-2012, il termine une nouvelle fois meilleur buteur du club, avec 11 buts en championnat, et contribue par conséquent à l'excellente 4e place obtenue par le club andalou lors de cette saison. Toutefois, le club, en difficulté financière, se retrouve dans l'obligation de vendre des joueurs à l'issue de la saison et accepte, en août 2012, une offre du club russe Rubin Kazan de 10 millions d'euros pour son buteur sud-américain.
Après avoir paraphé un contrat de quatre ans avec le club tatar, Rondon est le premier joueur vénézuélien à évoluer dans le championnat russe. Ce qui n'en demeure pas moins une réussite, puisqu'il inscrit 12 buts en 37 rencontres de championnat et de Ligue Europa cumulés avec le Rubin. Ce qui attire la convoitise du prestigieux Zénith Saint-Pétersbourg, club phare et le plus riche du championnat, qui recrute en janvier 2014 El Gladiator pour environ 18 millions d'euros (montant record pour un joueur vénézuélien). Il débute sous ses nouvelles couleurs en Ligue des champions contre le Borussia Dortmund. Il ne tarde pas à faire parler ses talents de buteur en championnat et réussit même un triplé le 6 avril contre son ancien club, le Rubin Kazan.
Le 10 août 2015, Salomón Rondón quitte le Zénith pour le club anglais de West Bromwich Albion, pour un contrat de quatre saisons.

### En sélection
Avec les moins de 20 ans, il participe au championnat sud-américain des moins de 20 ans en 2009. Lors de cette compétition organisée dans son pays natal, il joue huit matchs, inscrivant trois buts, contre l'Argentine par deux fois, et contre la Colombie. Le Venezuela se classe quatrième du tournoi.
Il dispute ensuite avec cette équipe la Coupe du monde des moins de 20 ans 2009 organisée en Égypte. Lors du mondial junior, il joue trois matchs. Il s'illustre lors de la rencontre de phase de poule contre Haïti, en inscrivant un triplé et en délivrant une passe décisive. Le Venezuela s'incline en huitièmes de finale face aux Émirats arabes unis, malgré un nouveau but de Rondón.
Salomón Rondón est sélectionné pour la première fois en équipe du Venezuela A, à l'occasion d'un match amical contre Haïti le 3 février 2008, lors duquel il dispute les 27 dernières minutes (victoire 1-0).
Il inscrit son premier but en équipe nationale le 23 mars 2008, en amical contre le Salvador (victoire 1-0). Par la suite, le 9 février 2011, il inscrit son premier doublé en sélection, lors d'un match amical contre le Costa Rica (2-2).
Par la suite, il est retenu par le sélectionneur César Farías, afin de participer à la Copa América 2011 organisée en Argentine. Lors de cette compétition, il joue quatre matchs, inscrivant un but en phase de groupe contre le Paraguay. Le Venezuela se classe quatrième du tournoi.
Il inscrit son second doublé le 24 mai 2012, en amical contre la Moldavie (victoire 4-0). Il marque son troisième doublé le 11 septembre de la même année, contre le Paraguay, lors des éliminatoires du mondial 2014 (victoire 0-2).
Par la suite, il est de nouveau retenu par le sélectionneur Noel Sanvicente, afin de participer à la Copa América 2015 qui se déroule au Chili. Il joue trois matchs lors de ce tournoi. Le sélectionneur Rafael Dudamel le retient ensuite une nouvelle fois afin de participer à la Copa América en 2016, dénommé pour l'occasion Copa América Centenario, et organisée pour la toute première fois aux États-Unis. Lors de cette compétition, il joue quatre matchs, inscrivant deux buts. Il marque un but en phase de groupe contre l'Uruguay, puis un but lors du quart de finale perdu face à l'Argentine.
Il inscrit son quatrième doublé le 11 septembre 2008, en amical contre le Panama (victoire 0-2). Il marque son cinquième doublé le 9 juin 2019, en amical contre les États-Unis (victoire 0-3).
En juin 2019, il participe encore une nouvelle fois à la Copa América, qui se déroule au Brésil. Il joue trois les rencontres de la phase de poule lors de ce tournoi.

## Statistiques
| Saison                | Club                     | Championnat            | Championnat | Championnat | Coupe nationale | Coupe nationale | Coupe de la Ligue | Coupe de la Ligue | Supercoupe | Supercoupe | Compétition(s) continentale(s) | Compétition(s) continentale(s) | Compétition(s) continentale(s) | Total | Total |
| Saison                | Club                     | Division               | M.          | B.          | M.              | B.              | M.                | B.                | M.         | B.         | Comp.                          | M.                             | B.                             | M.    | B.    |
| 2006-2007             | Aragua FC                | Primera División       | 21          | 7           | -               | -               | -                 | -                 | -          | -          | -                              | -                              | -                              | 21    | 7     |
| 2007-2008             | Aragua FC                | Primera División       | 28          | 8           | 9               | 3               | -                 | -                 | -          | -          | -                              | -                              | -                              | 37    | 11    |
| Sous-total            | Sous-total               | Sous-total             | 49          | 15          | 9               | 3               | -                 | -                 | -          | -          | -                              | -                              | -                              | 58    | 18    |
| 2008-2009             | UD Las Palmas            | Segunda División       | 10          | 0           | -               | -               | -                 | -                 | -          | -          | -                              | -                              | -                              | 10    | 0     |
| 2009-2010             | UD Las Palmas            | Segunda División       | 36          | 10          | 1               | 2               | -                 | -                 | -          | -          | -                              | -                              | -                              | 37    | 12    |
| Sous-total            | Sous-total               | Sous-total             | 46          | 10          | 1               | 2               | -                 | -                 | -          | -          | -                              | -                              | -                              | 47    | 12    |
| 2010-2011             | Málaga CF                | Liga                   | 30          | 14          | 2               | 2               | -                 | -                 | -          | -          | -                              | -                              | -                              | 32    | 16    |
| 2011-2012             | Málaga CF                | Liga                   | 37          | 11          | 3               | 0               | -                 | -                 | -          | -          | -                              | -                              | -                              | 40    | 11    |
| Sous-total            | Sous-total               | Sous-total             | 67          | 25          | 5               | 2               | -                 | -                 | -          | -          | -                              | -                              | -                              | 72    | 27    |
| 2012-2013             | Rubin Kazan              | Premier Liga           | 25          | 7           | -               | -               | -                 | -                 | -          | -          | C3                             | 12                             | 5                              | 37    | 12    |
| 2013-2014             | Rubin Kazan              | Premier Liga           | 11          | 6           | -               | -               | -                 | -                 | -          | -          | C3                             | 8                              | 6                              | 19    | 12    |
| Sous-total            | Sous-total               | Sous-total             | 36          | 13          | -               | -               | -                 | -                 | -          | -          | -                              | 20                             | 11                             | 56    | 24    |
| 2013-2014             | Zenith Saint-Petersbourg | Premier Liga           | 10          | 7           | -               | -               | -                 | -                 | -          | -          | C1                             | 2                              | 1                              | 12    | 8     |
| 2014-2015             | Zenith Saint-Petersbourg | Premier Liga           | 26          | 13          | 2               | 1               | -                 | -                 | -          | -          | C1+C3                          | 10+6                           | 3+3                            | 44    | 20    |
| 2015-2016             | Zenith Saint-Petersbourg | Premier Liga           | 1           | 0           | -               | -               | -                 | -                 | 1          | 0          | -                              | -                              | -                              | 2     | 0     |
| Sous-total            | Sous-total               | Sous-total             | 37          | 20          | 2               | 1               | -                 | -                 | 1          | 0          | -                              | 18                             | 7                              | 58    | 28    |
| 2015-2016             | West Bromwich Albion     | Premier League         | 34          | 9           | 5               | 1               | 1                 | 0                 | -          | -          | -                              | -                              | -                              | 40    | 10    |
| 2016-2017             | West Bromwich Albion     | Premier League         | 37          | 8           | 1               | 0               | 1                 | 0                 | -          | -          | -                              | -                              | -                              | 39    | 8     |
| 2017-2018             | West Bromwich Albion     | Premier League         | 37          | 7           | 2               | 2               | 2                 | 1                 | -          | -          | -                              | -                              | -                              | 41    | 10    |
| Sous-total            | Sous-total               | Sous-total             | 108         | 24          | 8               | 3               | 4                 | 1                 | -          | -          | -                              | -                              | -                              | 120   | 28    |
| 2018-2019             | Newcastle United (prêt)  | Premier League         | 32          | 11          | -               | -               | 1                 | 1                 | -          | -          | -                              | -                              | -                              | 33    | 12    |
| 2019                  | Dalian Yifang            | CSL                    | 11          | 5           | 1               | 0               | -                 | -                 | -          | -          | -                              | -                              | -                              | 12    | 5     |
| 2020                  | Dalian Yifang            | CSL                    | 16          | 9           | -               | -               | -                 | -                 | -          | -          | -                              | -                              | -                              | 16    | 9     |
| Sous-total            | Sous-total               | Sous-total             | 27          | 14          | 1               | 0               | -                 | -                 | -          | -          | -                              | -                              | -                              | 28    | 14    |
| 2020-2021             | Zénith (prêt)            | Russian Premier League | 10          | 4           | 3               | 0               | -                 | -                 | -          | -          | -                              | -                              | -                              | 13    | 4     |
| 2021-2022             | Everton FC (prêt)        | Premier League         | 21          | 1           | 2               | 2               | 1                 | 0                 | -          | -          | -                              | -                              | -                              | 24    | 3     |
| 2022-2023             | Everton FC               | Premier League         | 7           | 0           | -               | -               | 1                 | 0                 | -          | -          | -                              | -                              | -                              | 8     | 0     |
| Sous-total            | Sous-total               | Sous-total             | 28          | 1           | 2               | 2               | 2                 | 0                 | -          | -          | -                              | -                              | -                              | 32    | 3     |
| Total sur la carrière | Total sur la carrière    | Total sur la carrière  | 440         | 137         | 31              | 13              | 7                 | 2                 | 1          | 0          | -                              | 38                             | 18                             | 517   | 170   |

### En sélection nationale
| Saison                | Sélection             | Phases finales          | Phases finales | Phases finales | Phases finales | Éliminatoires CDM | Éliminatoires CDM | Éliminatoires CDM | Matchs amicaux | Matchs amicaux | Matchs amicaux | Total | Total | Total |
| Saison                | Sélection             | Compétition             | M              | B              | Pd             | M                 | B                 | Pd                | M              | B              | Pd             | M     | B     | Pd    |
| --------------------- | --------------------- | ----------------------- | -------------- | -------------- | -------------- | ----------------- | ----------------- | ----------------- | -------------- | -------------- | -------------- | ----- | ----- | ----- |
| 2007-2008             | Venezuela             | -                       | -              | -              | -              | -                 | -                 | -                 | 3              | 1              | 0              | 3     | 1     | 0     |
| 2008-2009             | Venezuela             | -                       | -              | -              | -              | 0                 | 0                 | 0                 | 3              | 1              | 0              | 3     | 1     | 0     |
| 2010-2011             | Venezuela             | Copa América 2011 4e    | 6              | 1              | 0              | -                 | -                 | -                 | 4              | 2              | 0              | 10    | 3     | 0     |
| 2011-2012             | Venezuela             | -                       | -              | -              | -              | 5                 | 1                 | 0                 | 3              | 2              | 0              | 8     | 3     | 0     |
| 2012-2013             | Venezuela             | -                       | -              | -              | -              | 6                 | 3                 | 0                 | 1              | 0              | 0              | 7     | 3     | 0     |
| 2013-2014             | Venezuela             | -                       | -              | -              | -              | 2                 | 1                 | 0                 | 1              | 0              | 0              | 3     | 1     | 0     |
| 2014-2015             | Venezuela             | Copa América 2015       | 3              | 1              | 0              | -                 | -                 | -                 | 4              | 0              | 1              | 7     | 1     | 1     |
| 2015-2016             | Venezuela             | Copa América Centenario | 4              | 2              | 0              | 4                 | 0                 | 0                 | 4              | 3              | 0              | 12    | 5     | 0     |
| 2016-2017             | Venezuela             | -                       | -              | -              | -              | 6                 | 1                 | 1                 | 2              | 0              | 0              | 8     | 1     | 1     |
| 2017-2018             | Venezuela             | -                       | -              | -              | -              | 4                 | 0                 | 0                 | 1              | 0              | 0              | 5     | 0     | 0     |
| 2018-2019             | Venezuela             | Copa América 2019       | 4              | 0              | 0              | -                 | -                 | -                 | 7              | 5              | 0              | 11    | 5     | 0     |
| 2019-2020             | Venezuela             | -                       | -              | -              | -              | -                 | -                 | -                 | 3              | 6              | 0              | 3     | 6     | 0     |
| 2020-2021             | Venezuela             | Copa América 2021       | -              | -              | -              | 2                 | 1                 | 0                 | -              | -              | -              | 2     | 1     | 0     |
| 2021-2022             | Venezuela             | -                       | -              | -              | -              | 4                 | 3                 | 0                 | 2              | 1              | 0              | 6     | 4     | 0     |
| 2022-2023             | Venezuela             | -                       | -              | -              | -              | -                 | -                 | -                 | 8              | 4              | 2              | 8     | 4     | 2     |
| 2023-2024             | Venezuela             | Copa América 2024       | 4              | 3              | 1              | 6                 | 2                 | 0                 | 2              | 0              | 0              | 12    | 5     | 1     |
| 2024-2025             | Venezuela             | -                       | -              | -              | -              | 6                 | 1                 | 0                 | -              | -              | -              | 6     | 1     | 0     |
| Total sur la carrière | Total sur la carrière | Total sur la carrière   | 21             | 7              | 1              | 45                | 13                | 1                 | 48             | 25             | 3              | 114   | 45    | 5     |

## Palmarès

### Clubs
- Aragua FC
  - Vainqueur de la Coupe du Venezuela en 2007

- Zénith
  - Champion de Russie en 2015